# ثریا بهجت
ثریا بهجت (انگلیسی: Soraya Bahgat؛ زادهٔ ۱ ژانویهٔ ۱۹۵۰) مدافع حقوق زنان مصری و فنلاندی و بنیانگذار محافظ تحریر.در ۲۰۱۲، او محافظ تحریر را تأسیس کرد، جنبشی متشکل از داوطلبان یونیفرم پوش برای محافظت از زنان در برابر تجاوزات جنسی اوباش در میدان تحریر.

## دوران جوانی
بهجت از یک پدر و مادری مصری در فنلاند متولد شد. خانواده او در هفت سالگی به مصر نقل مکان کردند.

## محافظ تحریر
ثریا هنگامی‌که در مراجعه به دفتر کارش و همچنین شرکت در اعتراضات توده‌ای در میدان تحریر با تعدی اوباش مواجه شد برای محافظت از زنان در برابر تجاوزات جنسی اوباش در این میدان تصمیم گرفت محافظ تحریر را تأسیس کند تا از نگرانی‌های ایمنی در زمینه تجاوزات جنسی اوباش جلوگیری کند.
او با اشراف خود نسبت به تأثیرگذاری توییتر، بلافاصله وارد سایت توییتر شد تا یک حساب کاربری ایجاد کند و با توییت کردن نسبت به نکات ایمنی هشدار داد و به داوطلبان فراخوان داد. او در مصاحبه‌ای با آتلانتیک (مجله) اظهار داشت که تحت تأثیر دسترسی فوری حساب کاربری‌اش، توانست طی دو ساعت ۶۰۰ دنبال کننده جذب کند.
او گروهی از افراد مورد اعتماد را به خدمت گرفت تا به او در ایجاد پایه‌های جنبش و استخدام داوطلبان کمک کنند. او با خرید ۲۰۰ یونیفرم شامل کلاه ایمنی و جلیقه نئون دار کار محافظت از میدان تحریر را آغاز کرد و به زودی این گروه موفق به جذب داوطلبان مورد نیاز شد. یونیفورم داوطلبان شامل کلاه ایمنی و جلیقه‌های نئون دار برای محافظت از داوطلبان بود و به راحتی در شب قابل مشاهده بود.
محافظ تحریر به دو شکل عمل کرد. ابتدا این گروه به‌طور فعال میدان تحریر و اطراف آن را برای محافظت از زنان و شناسایی مناطقی که امکان وقوع اوباش را داشت شناسایی کرد. دوم، گروهی بودند که با اوباش درگیر می‌شدند تا زنانی را که مورد حمله قرار گرفته بودند را آزاد کنند و آنها را باآمبولانس‌های مستقر به خارج از میدان منتقل کنند.
در ابتدا، ثریا ناشناس بود و در دسامبر ۲۰۱۲با نام مستعار (گاکر) مصاحبه می‌کرد. در فوریه ۲۰۱۳، نام و شغل او در نمایه ای توسط آسوشیتد پرس فاش شد.
در زمان‌هایی که هیچ فعالیتی در میدان تحریر وجود نداشت، این گروه کلاس‌های دفاع شخصی رایگان را برای زنان ارائه می‌کرد تا آنها را برای مهار کردن حملات در خیابان‌ها توانمند کند.

## افتخارات و جوایز
دولت فنلاند در دسامبر ۲۰۱۹ به او افتخار هن را برای برابری جنسیتی به دلیل فعالیتش در مبارزه با خشونت مبتنی بر جنسیت و ترویج برابری جنسیتی اعطا کرد.
در سپتامبر ۲۰۱۵، او یکی از ۲۲ رهبر جوان عرب بود که برای برنامه بورسیه بین‌المللی پارلمانی بوندستاگ آلمان انتخاب شد
در آوریل ۲۰۱۵، او به عنوان یکی از ۲۲ رهبر زن مدیترانه‌ای آینده توسط ساینس پو (مؤسسه مطالعات سیاسی پاریس) و دولت فرانسه انتخاب شد.
در مارس ۲۰۱۴، از جانب مجله فرچون به عنوان مربی‌گری و صدای زنان در مشارکت جهانی از جانب وزارت امور خارجه ایالات متحده انتخاب شد.